# Nam Sung-yong

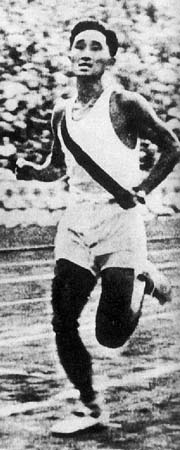
Nan Shōryū bei den Olympischen Spielen 1936

Nam Sung-yong (kor. 남승룡, 南昇龍) (* 23. November 1912 in Suncheon in Chōsen, früheres Japanisches Kaiserreich, heutiges Südkorea; † 20. Februar 2001) war ein südkoreanischer Marathonläufer, der um die Mitte der 1930er Jahre erfolgreich war. Da Korea zu dieser Zeit kein selbständiger Staat, sondern Teil des Japanischen Kaiserreichs war, musste er für Japan starten. Dabei wurde er von japanischer Seite aus gezwungen, bei Wettkämpfen die japanische Lesung seines Namens 南昇竜 Nan Shōryū zu benutzen, unter welchem er dann auch bekannt wurde.
Der 1,65 m große und 56 kg schwere Athlet kam zwischen 1933 und 1936 bei vier Läufen (die alle in Tokio stattfanden) unter die ersten Fünf:
- 1933, 3. November (japanische Landesmeisterschaften): 2:32:33 h (2.)
- 1935, 13. Oktober: 2:39:05 h (2.)
- 1935, 3. November: 2:36:52 h (4.)
- 1936, 21. Mai (Olympiaausscheidung): 2:36:03 h (1.)

An den Olympischen Spielen 1936 in Berlin nahm er zusammen mit zwei weiteren koreastämmigen Japanern – Son Kitei (Sohn Kee-chung) und Shiwaku Tamao – teil. Als Juan Carlos Zabala, der Olympiasieger von Los Angeles vier Jahre zuvor, bei km 32 das Rennen vorzeitig beendet hatte, war der Weg frei für Son Kitei und Nan Shōryū. Son stellte mit 2:29:19,2 h einen neuen olympischen Rekord auf und wurde mit über zwei Minuten Vorsprung vor dem Briten Ernest Harper (Silber in 2:31:23,2 h) Olympiasieger. Nan Shōryū lief in 2:31:42,0 h persönliche Bestzeit und gewann ungefährdet die Bronzemedaille – der Viertplatzierte, der Finne Erkki Tamila, kam erst eine gute Minute später ins Ziel.
Nach Beendigung seiner sportlichen Karriere wurde Nan Shōryū – nunmehr unter seinem richtigen Namen Nam Sung-yong – für den koreanischen Leichtathletikverband tätig. Im April 1947 trat der inzwischen 34-Jährige noch einmal beim Boston-Marathon an und kam in 2:40:10 h auf einen beachtlichen 10. Platz.